# Dodgeville (hrabstwo Iowa)
Dodgeville – miasto w Stanach Zjednoczonych, w stanie Wisconsin, w hrabstwie Iowa.